# Henryk VI Lancaster
Henryk VI Lancaster (ur. 6 grudnia 1421, zm. 21 maja 1471) – król Anglii od 1422 do 1461, a potem ponownie od 1470 do 1471 oraz król Francji od 1422 de facto do 1453 (później król tytularny), z dynastii Lancasterów, syn Henryka V i księżniczki francuskiej Katarzyny de Valois, córki króla Francji Karola VI Szalonego i Izabeli Bawarskiej.

## Król szalony
Po nagłej śmierci ojca 31 sierpnia 1422, jako jedyny syn został, w wieku 9 miesięcy, królem. Dwa miesiące później zmarł jego chory psychicznie dziad, król Francji Karol VI Szalony. Na mocy traktatu w Troyes z 21 maja 1420 Henryk VI został również królem Francji. Na czas jego małoletniości ustanowiono radę regencyjną. W testamencie Henryk V mianował swych braci: Jana i Humphreya Lancasterów regentami odpowiednio Francji i Anglii. 28 września 1423 r. baronowie zaprzysięgli wierność małemu Henrykowi.
Od 1428 bezpośrednią opiekę nad Henrykiem sprawował Richard de Beauchamp, 13. hrabia Warwick. Wielki wpływ na Henryka wywierał również jego kuzyn, Henryk Beaufort, biskup Winchesteru, a od 1426 kardynał, główny oponent księcia Gloucester w Radzie Regencyjnej. Henryk został koronowany na króla Anglii dopiero 6 listopada 1429 w katedrze westminsterskiej. Tymczasem chwiało się angielskie panowanie we Francji (odsiecz Orleanu Joanny d’Arc, koronacja Karola VII w Reims). Aby zapobiec katastrofie, dokonano pośpiesznej koronacji Henryka na króla Francji, która odbyła się – z całkowitym pominięciem ustalonego ceremoniału – 16 grudnia 1431 w katedrze Notre Dame w Paryżu.
Koronacja ta niewiele zmieniła w sytuacji Anglików. Książę Bedford próbował ratować, co się da, z angielskich posiadłości na kontynencie, ale zmarł w 1435. W tym samym roku Filip III Dobry, książę Burgundii, doszedł do porozumienia z Karolem VII i przystąpił do wojny z Anglikami. Wkrótce Francuzi zdobyli Paryż. W 1437 Henryk doszedł do lat sprawnych i teoretycznie rozpoczął rządy osobiste. Teoretycznie, gdyż u młodego króla pojawiły się objawy choroby umysłowej, którą najprawdopodobniej odziedziczył po swoim szalonym francuskim dziadku. Regencja została więc utrzymana, a kraj pogrążył się w chaosie walk między dwoma stronnictwami, na czele których stali kardynał Beaufort i książę Gloucester.
Henryk niewiele interesował się sprawami państwa. Pogrążony w obłędzie został odizolowany od świata. Bardzo religijny, otaczał się głównie zakonnikami. Interesował się nauką i starał się dbać o poprawę edukacji w kraju. To za jego panowania założono Eton College i King’s College na Uniwersytecie w Cambridge.

## Chaos w Anglii
Tymczasem chwiało się angielskie panowanie we Francji. W Anglii narastał spór między zwolennikami wojny a zwolennikami pokoju. Do tych ostatnich należał kardynał Beaufort, który wywierał wielki wpływ na Henryka. Wpadł on na pomysł, że uratowaniu resztek angielskiego władztwa we Francji pomoże małżeństwo Henryka z jedną z francuskich księżniczek. Wybór padł na Małgorzatę (23 marca 1429 – 25 sierpnia 1482), córkę Rene Dobrego, księcia Andegawenii, i Izabeli, córki Karola II, księcia Lotaryngii. Negocjacje prowadził William de la Pole, 1. książę Suffolk. Małgorzata była urodziwą i energiczną dziewczyną, będącą całkowitym przeciwieństwem swojego męża. Król Karol VII zgodził się na to małżeństwo, otrzymując w zamian Maine i Andegawenię. Ta cesja wywołała oburzenie w Anglii.

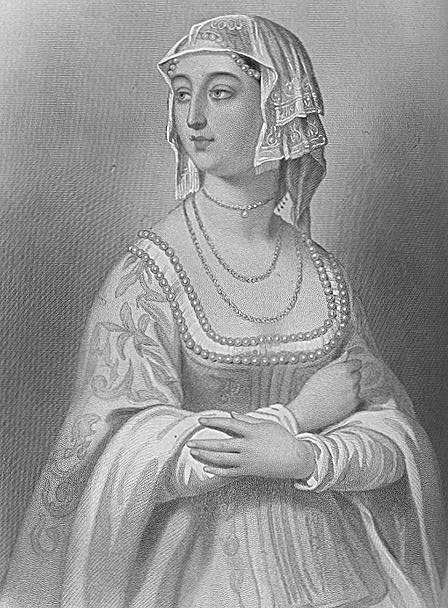
Małgorzata Andegaweńska, królowa Anglii

Małgorzata przybyła do Anglii w kwietniu 1445. 22 kwietnia w katedrze w Tichfield odbył się ślub Henryka i Małgorzaty. Podobno podczas pierwszego spotkania przyszłych małżonków Henryk, widząc odsłonięty dekolt swojej przyszłej małżonki, wybiegł z komnaty krzycząc Wstyd i hańba! Wątpliwe jest, aby małżeństwo to zostało kiedykolwiek skonsumowane. Kiedy więc w 1453 Małgorzata urodziła syna Edwarda, nikt w Anglii nie uwierzył w ojcostwo Henryka (na czele z samym królem, który widząc dziecko, miał powiedzieć, że jest to syn Ducha Świętego). Małgorzata zdobyła jednak przemożny wpływ na swego obłąkanego męża, który ulegał jej we wszystkim. Do szerokich wpływów doszła frakcja Beauforta i Suffolka. Nastąpił upadek księcia Gloucester, który oskarżony o zdradę zmarł nagle w 1447.
Małżeństwo nie spełniło nadziei na utrzymanie resztek francuskich posiadłości. Przyczyniła się do tego niekompetencja i zwykła głupota kolejnych wysyłanych tam namiestników. Wyjście na jaw cesji Maine i Andegawenii spowodowało upadek Suffolka. Ulica domagała się jego głowy i Henryk musiał się ugiąć, ale skazał Suffolka tylko na wygnanie. Książę nie ujechał daleko. Pojmany w Dover, został wsadzony do łódki, gdzie ścięto mu głowę zardzewiałym mieczem. W 1449 Edmund Beaufort, 2. książę Somerset, namiestnik Francji, wdał się w awanturę w Normandii, która skończyła się zbrojną interwencją Karola VII i utratą Normandii w 1450. Na północy Francji Anglikom pozostało tylko Calais. Dodatkowo ferment społeczny w Anglii znalazł ujście w postaci rebelii Jacka Cade’a, która wybuchła w Kencie w 1450 i rozlała się po całym kraju (powstańcy zdobyli nawet Londyn).
Dodatkowo chaos pogłębił w 1452 Ryszard Plantagenet, 3. książę Yorku, namiestnik Irlandii, który zażądał miejsca w Radzie Regencyjnej. Udało mu się zyskać przewagę i uwięzić swojego głównego oponenta, Somerseta. Wkrótce jednak szczęście odwróciło się od Ryszarda. W 1453 John Talbot, 1. hrabia Shrewsbury, odzyskał angielskie posiadłości w Gaskonii. Pozycja Ryszarda zachwiała się, a Somerset wrócił do wpływów. Wkrótce jednak Talbot przegrał bitwę pod Castillon i Francuzi odzyskali Gaskonię (de facto był to koniec wojny stuletniej, aczkolwiek nigdy nie podpisano traktatu pokojowego), a sam król Henryk, „skutkiem nagłego i bezpodstawnego przestrachu” popadł w obłęd. Książę Yorku odzyskał swoje wpływy, a Somerset znalazł się w Tower of London.
Jeśli choroba Henryka była katastrofą, to jego ozdrowienie było tragedią. W 1454 król wrócił do równowagi psychicznej na tyle, aby uwolnić Somerseta i pozbawić Ryszarda tytułu Lorda Protektora i Obrońcy Królestwa. Ryszard i jego stronnicy usunęli się w cień. Rok później, wraz ze swoimi głównymi stronnikami, hrabią Salisbury i hrabią Warwick, książę Yorku zgromadził liczną armię i 22 maja 1455 starł się z wojskami królewskimi pod St Albans. Bitwa zakończyła się klęską Lancasterów, śmiercią Somerseta i niewolą króla Henryka. Rozpoczęła się wojna Dwóch Róż.

## Dwie róże

Czerwona róża Lancasterów

Po St Albans Henryk został osadzony w areszcie domowym, a po kolejnym ataku jego choroby umysłowej Ryszard ponownie przyjął tytuł lorda protektora. Tymczasem królowa Małgorzata była aktywna na rzecz obalenia księcia Yorku. Poparcie znalazła w możnej rodzinie Percych, skłóconych ze wspierającymi Yorka Neville’ami. W 1459 królowa zdobyła przewagę w Radzie Regencyjnej. York i Salisbury opuścili zebranie Rady w Coventry i wezwali na pomoc Warwicka (od 1455 kapitana Calais), który przybył z liczną armią. Wojna domowa została wznowiona.
23 września pod Blore Heath lord Salisbury pokonał oddziały Lancasterów. 12 października książę Yorku przegrał jednak bitwę pod Ludford Bridge. York uciekł wówczas do Irlandii, a jego pozostali stronnicy do Calais. Powrócili oni jednak już w 1460. York zdobył Londyn i 10 października 1460 zażądał korony dla siebie (jako prawnuk po mieczu króla Edwarda III). W międzyczasie Warwick pokonał oddziały Lancasterów pod Northampton i wziął do niewoli króla Henryka. Małgorzata uciekła na północ i rozpoczęła zbieranie armii. York ruszył przeciwko niej, ale 30 grudnia 1460 został zaskoczony pod Wakefield, poniósł ciężką klęskę i sam zginął na polu bitwy. Jego pretensje przejął jego najstarszy syn, Edward.
Edward pokonał wojska lancasterskie pod Mortimer’s Cross, ale hrabia Warwick przegrał bitwę ze wspierającymi Małgorzatę Szkotami pod St Albans. Lancasterowie odbili króla Henryka (który podczas bitwy siedział pod drzewem i śpiewał), ale Edward pokonał 29 marca 1461 Lancasterów pod Towton. Henryk wraz z żoną uciekli do Szkocji, a Edward został koronowany jako Edward IV. W 1464 Lancasterowie próbowali odzyskać tron dla Henryka, ale rok później zostali pokonani, a Henryk dostał się do niewoli i został osadzony w Tower.

## Ponowne rządy

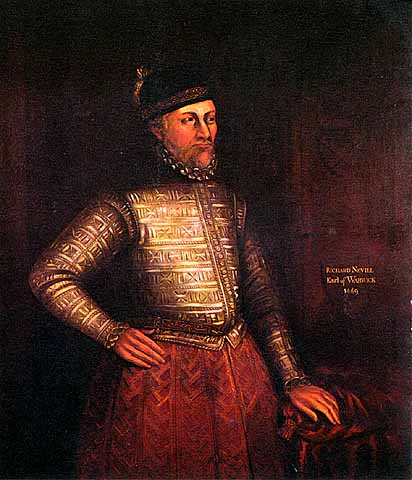
Ryszard Neville, 16. hrabia Warwick, najpierw wróg, potem sojusznik

Sytuacja zmieniła się w 1469, kiedy to wiernie dotychczas stojący przy Domu Yorków hrabia Warwick zbuntował się przeciwko Edwardowi. Rebelia została stłumiona i Warwick uciekł w 1470 do Francji. Tam, przy pośrednictwie króla Ludwika XI, zawarł porozumienie z królową Małgorzatą. Jesienią 1470 Warwick powrócił z Francji. Edward IV uciekł do Burgundii, a Warwick 3 października wkroczył tryumfalnie do Londynu i ogłosił przywrócenie tronu Henrykowi VI.
Kilkumiesięczne rządy Henryka były fikcją, gdyż w imieniu szalonego króla rządził hrabia Warwick. Wiosną 1471 powrócił do Anglii Edward IV i 14 kwietnia pokonał siły lancasterskie pod Barnet, gdzie zginął Warwick. Następnie zdobył Londyn i uwięził króla Henryka. 4 maja wojska Małgorzaty i księcia Edwarda zostały pokonane pod Tewkesbury. Książę Edward zginął na polu bitwy. Pozostało pytanie, co zrobić z Henrykiem VI. 

## Śmierć
Były król zmarł 21 maja 1471 w Tower. Najprawdopodobniej został zamordowany na rozkaz Edwarda IV (lub osobiście przez niego samego) albo przez jego braci (Ryszarda lub księcia Clarence). Jego ciało wystawiono na widok publiczny i ogłoszono, że zmarł z melancholii. Początkowo pochowano go w opactwie Chertsey, ale w 1484 przeniesiono jego ciało do kaplicy św. Jerzego w zamku Windsor. Wdowa po nim była więziona jeszcze przez 4 lata a następnie powróciła do Andegawenii.
Każdego roku, w rocznicę jego śmierci, delegacje z Eton College i King’s College składają czerwone róże pod ołtarzem, który stoi obecnie w miejscu, gdzie zamordowano Henryka.
Wielu uznało króla za świętego i opowiadało o cudach, jakie działy się u jego grobu. Ułożono nawet hymn na jego cześć.

## W kulturze
Po 100 latach Henryk stał się bohaterem trylogii Williama Shakespeare’a – Henryk VI, część 1, Henryk VI, część 2 i Henryk VI, część 3. Jego postać pojawia się epizodycznie (jako Duch) w innej sztuce Shakespeare’a, w Ryszardzie III.

## Genealogia
|  |                                                                    |  |  |  |  |  |  |  |  | Jan z Gandawy (1340–1399) ks. Lancaster |  |  |  |
|  |                                                                    |  |  |  |  |  |  |  |  |                                         |  |  |  |
|  |                                                                    |  |  |  |  |  |  |  |  |                                         |  |  |  |
|  |                                                                    |  |  |  |  |  |  |  |  |                                         |  |  |  |
|  | Henryk IV Lancaster(1367–1413), ks. Lancaster i kr. Anglii         |  |  |  |  |  |  |  |  |                                         |  |  |  |
|  |                                                                    |  |  |  |  |  |  |  |  |                                         |  |  |  |
|  |                                                                    |  |  |  |  |  |  |  |  |                                         |  |  |  |
|  |                                                                    |  |  |  |  |  |  |  |  |                                         |  |  |  |
|  | Blanka Lancaster (1345–1369)                                       |  |  |  |  |  |  |  |  |                                         |  |  |  |
|  |                                                                    |  |  |  |  |  |  |  |  |                                         |  |  |  |
|  |                                                                    |  |  |  |  |  |  |  |  |                                         |  |  |  |
|  |                                                                    |  |  |  |  |  |  |  |  |                                         |  |  |  |
|  | Henryk V Lancaster (1387–1422), kr. Anglii                         |  |  |  |  |  |  |  |  |                                         |  |  |  |
|  |                                                                    |  |  |  |  |  |  |  |  |                                         |  |  |  |
|  |                                                                    |  |  |  |  |  |  |  |  |                                         |  |  |  |
|  |                                                                    |  |  |  |  |  |  |  |  |                                         |  |  |  |
|  | Humphrey Bohun (–) hr. Derby                                       |  |  |  |  |  |  |  |  |                                         |  |  |  |
|  |                                                                    |  |  |  |  |  |  |  |  |                                         |  |  |  |
|  |                                                                    |  |  |  |  |  |  |  |  |                                         |  |  |  |
|  |                                                                    |  |  |  |  |  |  |  |  |                                         |  |  |  |
|  | Maria Bohun (1369(?)/1370–1394) hr. Derby                          |  |  |  |  |  |  |  |  |                                         |  |  |  |
|  |                                                                    |  |  |  |  |  |  |  |  |                                         |  |  |  |
|  |                                                                    |  |  |  |  |  |  |  |  |                                         |  |  |  |
|  |                                                                    |  |  |  |  |  |  |  |  |                                         |  |  |  |
|  | Joan FitzAlan (–)                                                  |  |  |  |  |  |  |  |  |                                         |  |  |  |
|  |                                                                    |  |  |  |  |  |  |  |  |                                         |  |  |  |
|  |                                                                    |  |  |  |  |  |  |  |  |                                         |  |  |  |
|  |                                                                    |  |  |  |  |  |  |  |  |                                         |  |  |  |
|  | Henryk VI Lancaster                                                |  |  |  |  |  |  |  |  |                                         |  |  |  |
|  |                                                                    |  |  |  |  |  |  |  |  |                                         |  |  |  |
|  |                                                                    |  |  |  |  |  |  |  |  |                                         |  |  |  |
|  |                                                                    |  |  |  |  |  |  |  |  |                                         |  |  |  |
|  | Karol V Mądry (1338–1380) kr. Francji                              |  |  |  |  |  |  |  |  |                                         |  |  |  |
|  |                                                                    |  |  |  |  |  |  |  |  |                                         |  |  |  |
|  |                                                                    |  |  |  |  |  |  |  |  |                                         |  |  |  |
|  |                                                                    |  |  |  |  |  |  |  |  |                                         |  |  |  |
|  | Karol VI Szalony (1368–1422) kr. Francji                           |  |  |  |  |  |  |  |  |                                         |  |  |  |
|  |                                                                    |  |  |  |  |  |  |  |  |                                         |  |  |  |
|  |                                                                    |  |  |  |  |  |  |  |  |                                         |  |  |  |
|  |                                                                    |  |  |  |  |  |  |  |  |                                         |  |  |  |
|  | Joanna de Burbon (1338–1378)                                       |  |  |  |  |  |  |  |  |                                         |  |  |  |
|  |                                                                    |  |  |  |  |  |  |  |  |                                         |  |  |  |
|  |                                                                    |  |  |  |  |  |  |  |  |                                         |  |  |  |
|  |                                                                    |  |  |  |  |  |  |  |  |                                         |  |  |  |
|  | Katarzyna de Valois (1401–1437)                                    |  |  |  |  |  |  |  |  |                                         |  |  |  |
|  |                                                                    |  |  |  |  |  |  |  |  |                                         |  |  |  |
|  |                                                                    |  |  |  |  |  |  |  |  |                                         |  |  |  |
|  |                                                                    |  |  |  |  |  |  |  |  |                                         |  |  |  |
|  | Stefan III (książę Bawarii) (ok. 1337–1413) ks. Bawarii-Ingolstadt |  |  |  |  |  |  |  |  |                                         |  |  |  |
|  |                                                                    |  |  |  |  |  |  |  |  |                                         |  |  |  |
|  |                                                                    |  |  |  |  |  |  |  |  |                                         |  |  |  |
|  |                                                                    |  |  |  |  |  |  |  |  |                                         |  |  |  |
|  | Izabela Bawarska (1371–1435)                                       |  |  |  |  |  |  |  |  |                                         |  |  |  |
|  |                                                                    |  |  |  |  |  |  |  |  |                                         |  |  |  |
|  |                                                                    |  |  |  |  |  |  |  |  |                                         |  |  |  |
|  |                                                                    |  |  |  |  |  |  |  |  |                                         |  |  |  |
|  | Taddea Visconti (1351–1381)                                        |  |  |  |  |  |  |  |  |                                         |  |  |  |
|  |                                                                    |  |  |  |  |  |  |  |  |                                         |  |  |  |
|  |                                                                    |  |  |  |  |  |  |  |  |                                         |  |  |  |